# Sophia, na Primeira Pessoa
Sophia, na Primeira Pessoa (Portugiesisch für: Sophia in den eigenen Worten) ist ein biografischer Dokumentarfilm des portugiesischen Regisseurs Manuel Mozos aus dem Jahr 2019. Er porträtiert die portugiesische Schriftstellerin Sophia de Mello Breyner Andresen (1919–2004) anhand ihrer privaten Filme, Fotos und Aufzeichnungen.

## Handlung
Der Film setzt private Film-, Ton- und Fotoaufnahmen der Autorin mit Fernseh-Archivaufnahmen und heutigen Bildern von ihr wichtigen Orten zu einem Porträt zusammen.
Regisseur Mozos zeichnet auf die Weise ihren Lebensweg und ihre Persönlichkeit nach, immer anhand ihrer eigenen Aussagen und Werke.

## Produktion und Rezeption
Der Film wurde 2019 durch die Filmproduktionsgesellschaft Vende-se Filmes produziert, in Zusammenarbeit mit dem portugiesischen Filmmuseum Cinemateca Portuguesa und den Stadtverwaltungen von Cascais und Lissabon und mit finanzieller Unterstützung durch die Organisation zu den Feierlichkeiten des 100. Geburtstags der Autorin und durch den öffentlich-rechtlichen Fernsehsender RTP. Maria Andresen de Sousa Tavares, die Tochter der Schriftstellerin, wirkt bei der Entstehung des Films mit. Er entstand im Rahmen des Kulturprojektes zum 100. Geburtstag Sophia de Mello Breyner Andresens.
Seine Premiere feierte der Film am 25. Oktober 2019 beim 17. Lissabonner Dokumentarfilmfestival Doclisboa in der Culturgest. Am 5. November 2019 lief er erstmals im Fernsehen, im öffentlich-rechtlichen Fernsehkanal RTP1, wo er am 10. März 2022 wiederholt wurde.<